# Змейская
Зме́йская (осет. Змейкæ) — станица в Кировском районе Республики Северная Осетия-Алания. Образует Змейское сельское поселение.

## География
Станица расположена в центральной части Кировского района, на левом берегу реки Терек. Находится в 2 км к западу от районного центра — Эльхотово и в 50 км к северо-востоку от Владикавказа. Через южную часть станицы проходит федеральная автотрасса — Кавказ М 29.
Площадь сельского поселения составляет —78,62 км2. Большую часть площади занимают сельскохозяйственные угодья, расположенные к северу от станицы.
Граничит с землями населённых пунктов: Эльхотово на востоке, Иран на юго-западе и Ставд-Дурт на северо-западе.
Населённый пункт расположен в предгорной зоне республики. Средние высоты сельского поселения составляют 303 метров над уровнем моря. Абсолютные высота достигают 700 метров на юге сельского поселения. Населённый пункт расположен у северного подножия Кабардино-Сунженского хребта. К югу от станицы в пределах Кабардино-Сунженской гряды расположен Змейско-Николаевский заказник, включающая в себя такие исторически значимые объекты как Минаретская балка, Эльхотовские ворота и т.д.
Гидрографическая сеть представлена рекой Терек и исходящими от него искусственными каналами. Грунтовые воды в пределах сельского поселения близко залегают к земной поверхности.
Климат умеренный. Среднегодовая температура составляет +10°С. Средняя температура самого холодного месяца (январь) — -5°С, самого тёплого месяца (июль) — +24°С. Зима сравнительно мягкая с небольшими морозами и наступает в середине декабря. В течение зимы наблюдаются частые оттепели. Среднее количество осадков в год составляет около 700 мм. Самыми дождливыми месяцами в году являются май и июнь. Преобладающие ветры — восточные.

## История
В 1820-х годах российское правительство для защиты Военно-Грузинской дороги, принимает радикальные меры по строительству оборонительной линии от Екатериноградской до Владикавказа, с укреплениями по левому берегу реки Терек, взамен имеющейся линии от Моздока до Владикавказа. Так были основаны ряд станиц — Пришибская, Котляревская, Александровская, Урухская, Николаевская, Ардонская и Архонская.
В 1838 году на этой линии, чуть выше впадения реки Урух в Терек, была основана станица Урухская. Станица первоначально была заселена казаками 2-го Малороссийского полка, но местность была труднопроходимой и сплошь покрытой густым лесом, что вызывало жалобу казаков, которые начали болеть малярией. К тому же, станицы постоянно осаждали кабардинцы, которые не были довольны строительством военных укреплений на своей земле.
В 1848 году имам Шамиль двинулся в Кабарду и с помощью мятежных кабардинцев, несколько раз форсировали Терек и нападали на станицы и военные укрепления. После того как была выяснена, что местом переправы через Терек для горцев является местность у Татартупского минарета (район Эльхотовских ворот, где река Терек прорезая Кабардино-Сунженский хребет замедляет бег и разливается на множество мелких ериков), военное российское управление на Кавказе приняло решение переселить жителей станицы Урухской на стратегически важное место у входа в Эльхотовские ворота. Кабардинский князь Анзоров Магомед-Мирза, которому принадлежали земли в Татартупской долине, за частые осаждения русских военных укреплений и помощь в военных операциях имама Шамиля, в результате нескольких походов был изгнан в Чечню, а его земли были переданы в пользование российского наместничества на Кавказе.
При переселении жителей станицы Урухской на новое место, основанный ими новая станица была названа — Змейской, так как в этом месте речка впадающая в Терек, резко огибает местность напоминая изгиб змеи.
К 1912 году в станице Змейской проживало около 3400 жителей и состояла из 522 казачьих дворов и 78 иногородних.
До Октябрьской революции, вместе с казаками станиц Пришибской, Котляревской, Александровской и Николаевской уроженцы Змейской составляли 1-ю сотню Сунженско-Владикавказских полков.
После установления советской власти в станице, многие казаки за поддержку белогвардейцев были расстреляны или репрессированы. Население станицы резко сократилось. После того как в 1922 году станицу включили в состав Осетинского национального округа, в станицу начали переселяться осетины из высокогорных ущелий, чаще с Ксанского ущелья Южной Осетии, что способствовало новому росту станицы.
Во время Великой Отечественной войны, в декабре 1942 года у станицы произошло одно из важных и ожесточённых сражений в ходе битвы за Кавказ, при котором немецкие войска были остановлены у входа в Эльхотовские ворота и отброшены назад, что вместе с битвой за Курпские высоты, ознаменовало собой начало освобождение Кавказа от фашистов.
Ныне в окрестностях станицы проводятся археологические раскопки, где исследуется найденные при расширении кавказской федеральной автотрассы могильники и древние зернохранилища. Кроме этого в окрестностях станицы находятся много различных курганов относящихся к разным культурам, в частности к скифо-аланской и кабардинской, которая позднее сменила их. Долгое время недалеко от станицы находился Татартупский минарет. Но в 1981 году минарет был разрушен при неудачной попытке реставрации.

## Население
| 1939  | 1959  | 1970  | 1979  | 1989  | 2002  | 2010  | 2011  | 2012  |
| ----- | ----- | ----- | ----- | ----- | ----- | ----- | ----- | ----- |
| 6914  | ↘6482 | ↘6080 | ↘5381 | ↗5394 | ↗6419 | ↗6888 | ↗6892 | ↘6861 |
| 2013  | 2014  | 2015  | 2016  | 2017  | 2018  | 2019  | 2020  | 2021  |
| ↘6812 | ↘6775 | ↘6729 | ↘6705 | ↗6729 | ↘6711 | ↗6744 | ↘6737 | ↗6999 |
| 2023  | 2024  | 2025  |       |       |       |       |       |       |
| ↘6961 | ↘6927 | ↗6929 |       |       |       |       |       |       |

Плотность — 88.13 чел./км2.
Национальный состав
По данным Всероссийской переписи населения 2010 года.
| Народ   | Численность, чел. | Доля от всего населения, % |
| ------- | ----------------- | -------------------------- |
| осетины | 5 964             | 86,6 %                     |
| русские | 784               | 11,4 %                     |
| другие  | 140               | 2,0 %                      |
| всего   | 6 888             | 100 %                      |

## Образование
- Средняя школа № 1 — ул. Ленина, 89
- Средняя школа № 2  — ул. Чапаева
- Начальная школа Детский Сад № 1
- Начальная школа Детский Сад № 2
- Детская музыкальная школа

## Здравоохранение
- Участковая больница
- Стоматологический центр

## Русская православная церковь
- Храм Сошествие Святого Духа[24]
- Часовня иконы Богородицы «Утоли моя печали»

## Экономика
Основу экономики станицы составляет сельское хозяйство, в частности растениеводство. Ранее в станице действовал крупнейший в Северной Осетии кирпичный завод, который нынче пришёл в упадок и заброшен.

## Улицы
| Багаева     |
| Бондаря     |
| Будённого   |
| Буракова    |
| Васо Абаева |
| Гагарина    |
| Гокоева     |
| Горького    |

| Гречко        |
| Гунченко      |
| Койбаева      |
| Комсомольская |
| Ленина        |
| Октябрьская   |
| Партизанская  |
| Пархоменко    |

| Пашковского |
| Поротикова  |
| Садовая     |
| Советская   |
| Сталина     |
| Степная     |
| Хетагурова  |
| Чапаева     |

## Известные уроженцы
- Бондарь, Александр Алексеевич — Герой Советского Союза.